# Minicargadora

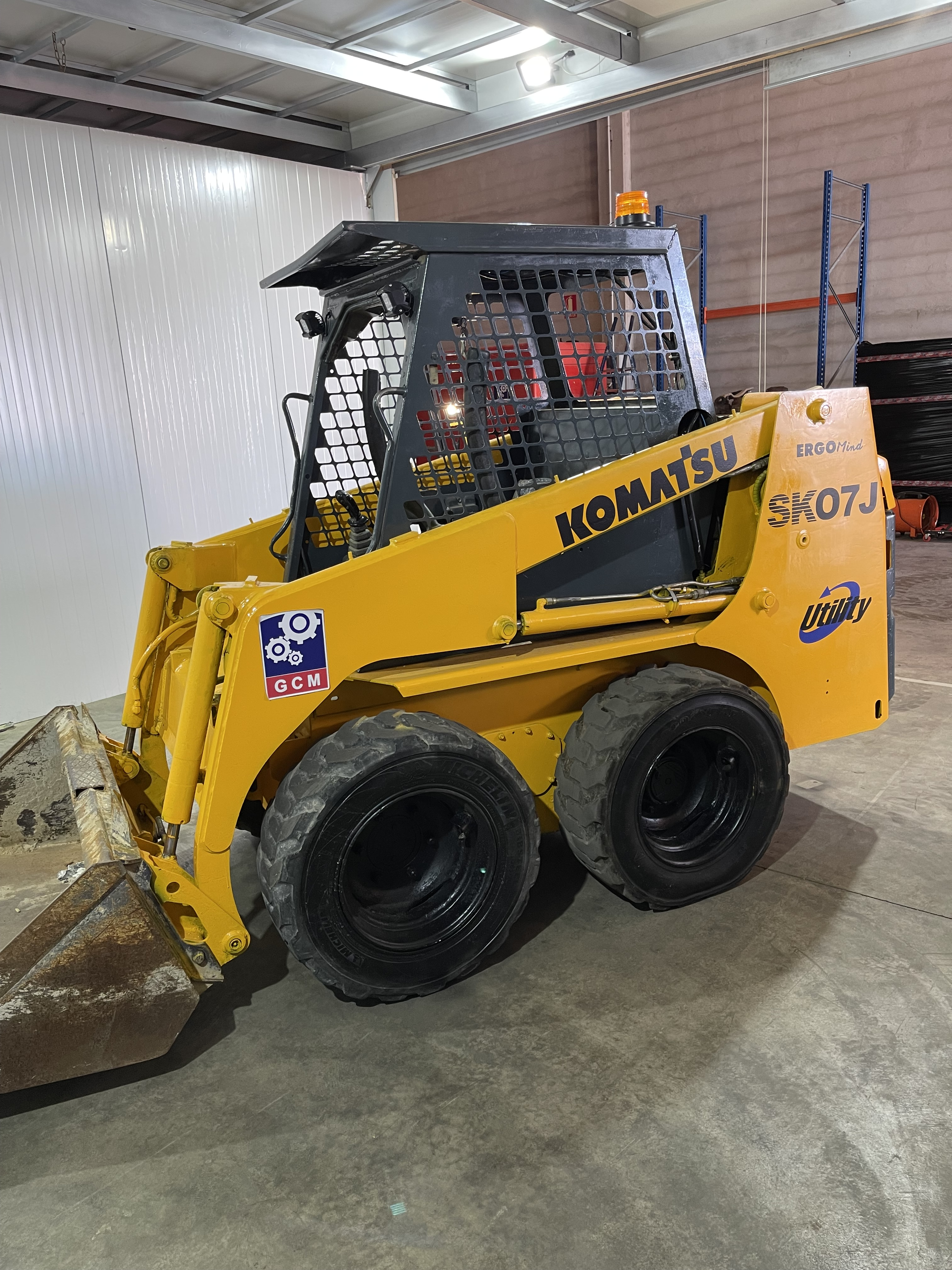
Minicargadora propulsada por motor diesel, con capacidad de carga de 2 toneladas

La mini cargadora compacta es una máquina de construcción que consta de un chasis rígido con cabina cubierta desmontable sobre el cual se monta una cuchara frontal de pequeña capacidad.[cita requerida]
El único motor (de gasolina o diésel) de esta máquina suele estar acoplado en la parte trasera, en el punto de unión entre los brazos de la cuchara y el chasis. Cuenta con un sistema hidráulico para la elevación de la cuchara o para permitir el montaje de otros accesorios. El chasis se desplaza sobre un sistema de orugas o de neumáticos, siendo más habitual este último con una distribución de cuatro neumáticos de igual diámetro repartidos equitativamente a los lados.[cita requerida]

## Método de trabajo
La mini cargadora se asemeja en su función a una pala cargadora, con la gran diferencia de su reducido tamaño. Esta máquina se utiliza principalmente en obras con una superficie de trabajo reducida donde no es rentable o viable utilizar máquinas de mayor tamaño o capacidad, por lo cual es común verlas en ciudades. Su función principal es la carga, transporte y descarga de volúmenes reducidos de material. Se desplaza a una velocidad de 10 km/h aproximadamente. La carga puede realizarla de un montón de material o bajar su cuchara a nivel del suelo y desplazarse frontalmente hasta llenar su cuchara de material suelto. La cuchara puede tener cuchilla o dientes y puede montar martillos hidráulicos o retros de pequeño tamaño en su parte trasera, por lo tanto, es una máquina muy versátil, aunque limitada por su escasa potencia. Debido a su distribución de peso esta máquina tiende al vuelco si eleva mucho su cuchara.
El giro se obtiene en este tipo de máquinas por el bloqueo de las dos ruedas de un mismo lateral mientras continúa la tracción en las otras dos. El sistema de tracción de estas máquinas de chasis rígido difiere de las grandes cargadoras, siendo cada lateral independiente. Algunos modelos tienen cadenas de goma en vez de ruedas.[cita requerida]

## Medidas preventivas de su uso
1. Conocer todas las instrucciones de seguridad del modelo de mini cargadora que haya adquirido.
2. Estar seguro de que tipo de terreno es por el que la maquinaria estará siendo utilizada.
3. Estar al tanto de los riesgos y en caso de estar en terreno con desniveles ajusta la maquinaria para darle una estructura contra vuelcos.
4. Seguir atentamente las medidas de circulación.
5. No utilizar cerca de productos inflamables.
6. Verificar previamente el uso de líneas eléctricas aéreas.
7. Estar al tanto de en donde se encuentran todas las conducciones subterráneas y aquellas con profundidad.
8. Conocer las condiciones climatológicas.